# 澤田純
澤田 純（さわだ じゅん、1955年〈昭和30年〉7月30日 - ）は、日本の実業家。
日本電信電話株式会社（NTT）代表取締役社長などを経て、同社取締役会長、日米経済協議会会長、日本経済団体連合会（経団連）副会長、IPA産業サイバーセキュリティセンター長、京都哲学研究所共同代表理事。

## 経歴
大阪府出身。京都大学工学部土木工学科卒業後、1978年に日本電信電話公社（現NTT）に入社。エヌ・ティ・ティ・コミュニケーションズ代表取締役副社長を経て、2014年に日本電信電話株式会社代表取締役副社長、2018年に代表取締役社長就任。菅義偉内閣が発足した2020年9月からは政府総合資源エネルギー調査会基本政策分科会委員も務める。
上場子会社だったNTTドコモを約4兆円かけて完全子会社にするなど、グループ再編を進めた。2022年代表取締役会長。2023年経団連副会長。2024年取締役会長。

### 代表権のある会長に就任
2022年5月12日、澤田純は代表権のある会長に就き、副社長の島田明が社長に昇格する人事を発表。澤田について「海外事業の再編に始まり、次世代情報通信基盤「IOWN（アイオン）」構想の発表、NECとの資本業務提携、NTTドコモの完全子会社化、そして直近のNTTデータによるNTTリミテッド統合など、澤田の繰り出す大胆な改革に驚かされ続けてきた4年間だった」「保守的ともいわれるNTTグループの空気を一新し『破壊者』とも呼ばれた澤田は、大胆なビジョンとスピード感を持った実行力、そして強じんな精神力を持った経営者だった」と日経クロステックの堀越功は述べている。
社長を経て代表権のある会長に就く人事は、NTTでは26年ぶり。1985年に民営化したNTTの8代目社長にあたる。社長退任後、代表権のある会長に就いたのは2代目社長（任期は1988年～1990年）の山口開生以来となる。2024年6月、代表権を返上し取締役会長に就く。
著書「パラコンシステント・ワールド」の中でも触れているが、国際博覧会には特別な思い入れもあるようだ。1970年に大阪で万国博覧会があった時、中学生だった澤田は、会場の近くに住んでいたことから頻繁に博覧会に通っていたこと、未来の技術に興奮したことを振り返り、今回は未来のテクノロジーを子供達に見せたい」と述べている。

### 名誉ディプロマ受賞
2025年5月9日、ルーマニアのバベシュ・ボヨイ大学（Universitatea Babeș-Bolyai）より、名誉ディプロマ（メタル・ルーマニア）を授与された。授与式では、同大学のアドリアン・ペトルセル学長（Adrian Petrusel, PhD）より表彰を受けた。この賞は、澤田が提唱する「パラコンシステント・ワールド」に対する独創的かつ深遠な見解、技術開発における指導的な貢献とそれが社会に与えた影響、さらには日・ルーマニア間の協力関係を深化させるための重要な役割を称えるものである。

### 名誉大英勲章OBEを授与
2024年6月24日、チャールズ3世国王陛下より名誉大英勲章OBE（Honorary Officer of the Most Excellent Order of the British Empire）をNTT関係者としてはじめて授与された。
澤田氏は、これまでNTTグループの代表取締役社長兼最高経営責任者ほか経営幹部として英国での事業への積極的な投資を主導し、日英のビジネス関係の強化に大きく貢献した。

### サン＆スターレガシーアワード受賞
2024年4月22日、テキサス州フリスコのオムニフリスコホテルでダラスフォートワース日米協会主催のサン＆スターレガシーアワードディナーで、日米関係強化に向けた積極的な取り組みと顕著な功績が評価され、サン＆スターレガシーアワードが授与された。
同月10日、ワシントンD.C.でのメディアインタビューでは、ホワイトハウスの日米首脳会談で初めて確認された「光半導体＝IOWN」について「提携を広げていきたい」などと事業を拡大させていく考えを明らかにしていた。
今回の日米首脳会談での合意内容をまとめた政府文書では、NTTの光半導体＝IOWNに初めて言及し、「日米両国企業は光半導体を通じて得られる幅広い可能性を模索している」などと強固な協力を歓迎するとした。

### 京都哲学研究所の共同代表理事
一般社団法人京都哲学研究所（Kyoto Institute of Philosophy）は、国内外の産官学民からなる多様な人々の参加を得て、歴史文化都市・京都の地から、多様な価値の提案を通じて、価値多層社会を目指す、国際的な訴求力を持った運動体を形成することを目指して設立された。澤田氏は京都大学哲学専修教授の出口康夫教授と共に、同研究所の共同代表理事をつとめており、共同代表理事挨拶の中で次のように述べている。
「2019年夏、京都大学の出口教授を訪ね、新しい情報通信基盤(IOWN)について議論した折、「新しい社会インフラには新しい哲学が必要」と明確な示唆をされました。現在、生成AIや新情報通信基盤により、社会や人々の生活が大きく変化する可能性が高くなっています。さらにコロナパンデミック、ロシアのウクライナ侵攻など、世界の安全保障は厳しくなり、冷戦構造、南北構造など社会の分断構造が多くみられるようになっています。これらの状況への建設的な対応は、多様な価値の同時両立を認め合う、パラコンシステントの考え方の適用、そして西洋の価値と東洋の価値を共存させるような、新しい哲学の実現が必要であると考えます。価値多層社会の創造を京都から提案し、技術革新の成果をより豊かな社会形成に生かした希望のある未来を創っていきたいと考えています。その第一歩が、京都哲学研究所の創設なのです。」
澤田氏の青年時代から社会人、経営者としての幅広い知見、経験を踏まえ様々な活動に取り組んでいる。

### NTT代表取締役社長就任
2018年4月27日にNTT社長に就任。傘下のNTTコミュニケーションズで企画部門の経験が長く、2014年からNTT副社長に転じ、事業戦略担当として鵜浦を支えた。
また、かつては事務系と技術系の出身者が交互にNTTのトップを務めるという暗黙のルールもあったが、02年に就任した和田紀夫元社長以降、3代連続で事務系出身者がトップを務めており、久々の技術系トップの誕生となった。澤田は、技術系出身ながら10年の南アフリカ共和国のIT大手、ディメンション・データの買収など、複数の海外企業のM&Aに関わっており、NTTグループが中期戦略で重点目標に掲げた海外ビジネス強化の先導役を担ってきた。
16年ぶりに技術系出身の社長就任となった澤田は「現場の技術者の気持ちもわかる。事務系と橋渡しができれば」と抱負を述べている。
社長就任会見では、鵜浦体制の経営方針を踏襲する形として、スローガンも従来と同様「Your Value Partner」とした。「顧客企業に選ばれ続ける価値あるパートナー。この方針を引き継ぎながら新たな展開を加え、NTTグループの発展・成長に寄与していく。株主の皆様、日本社会、そしてグローバル社会に貢献する会社となるよう努力していきたい」と述べている。また新たな中期経営戦略では、顧客のデジタルトランスフォーメーションのサポート、自らのデジタルトランスフォーメーションの推進、人・技術・資産の活用の3点を骨子とした。さらに「海外事業の競争相手は米デロイトや米アクセンチュア、米IBMになる」と述べ、「海外事業の競争力をもっと高めないといけない。自らの付加価値を明確にするためにも、内部のプロセス改革が重要になる」と述べている。

## 人物
吹田市立第一中学校を出て、京都府立桂高校に進学。1年生の時同級生であったLIXILグループ副社長八木洋介の回顧録である2015年５月13日日本経済新聞「違うからいい、八木洋介（交遊抄）」の中で、「いつも酒を飲むようなべったりした関係ではなく、約10年前に再会してから年に数度食事をしながら話をしている。それでも見えを張らずに、個人的なことも相談できるのは高校時代の素顔を知り合う仲間ならではだ。純と私には共通点があまりない。純は器用で勉強もできたが、必死で勉強している感は皆無だった。人当たりも良く、どんな人とも友達になれ、彼の周りにはいつも人が集まっていた。」「風変わりな求道者だった私と比べて、ひょうひょうと何でもこなす純は格好よかった。共に実行委員を務めた文化祭で、彼はフォークギターを弾いて場の空気を盛り上げてくれた。人を盛り上げて引っ張っていく彼の魅力はその頃から変わらない。」「お互いに違うことを認め尊敬し合える真の友だ。」と当時を述懐している。
2014年8月21日付け日刊工業新聞では、中学生の頃から日米の海戦史を読み、勝敗の構造に関心が強かったと伝えられている。特に失敗の中から何を学ぶかという考えが意識づけられたようだ。学生時代を通じて活発だった様子も伝えられている。京都府立桂高校では拳法を嗜み、京都大学でアメリカンフットボール部に所属していた。体格的に身長が高くがっしりしている印象があるのも理解できる。また社内では、NTTの展開する買収案件に従事し、法人営業や経営企画部門などNTTで要職を歴任する中、「エネルギッシュで議論好き。仕事も大好き」「明るい性格は、部下もついてくる」との評が聞かれる。1978年当時の日本電信電話公社（現NTT）に入社し、電柱などの開発、現場保守の部署などに所属。その頃の逸話で1985年兵庫県宝塚市の電報電話局時代、澤田が社内の承認を得ずに、身障者用にヘッドホンが使える公衆電話を改造したことがあったそうだが、それは社内での対応が遅く自分でやってしまったそうだ。社内で問題になったが、結局当時の関西支社で横展開することになった。澤田は「失敗するリスクがあっても世の中に合わせて行動すべきだ」という後の同氏の経営哲学にも影響を与えたようだ。
新著のパラコンシステント・ワールドの中で、澤田は京都の学生時代に学びへの刺激を受けたと記している。工学、歴史、哲学、生物と知的好奇心も旺盛、読書家である。著書の中で、生物学者の福岡伸一に「澤田さんは大変な読書家ですね!工学部出身の人での本を読んでいる人はほとんどいませんよ」と驚かれている。
保守的ともいわれるNTTグループの空気を一新し「破壊者」とも呼ばれた澤田は、大胆なビジョンとスピード感を持った実行力、そして強じんな精神力を持った経営者だったと改めて感じている。ビジョナリーで大胆な改革もいとわない。

## 主要な提携案件
澤田体制で、海外を含めた提携は急速に増えて、北米で大型案件を相次ぎ獲得する快進撃がメディアで報じられた。

### ラスベガスでのスマートシティー（次世代都市）受注
2018年12月7日、人工知能（AI）を活用したスマートシティを2019年春から本格提供することで米ラスベガス市と合意したと発表した。街中の交差点に設置したカメラ映像などのデータを集約して分析、事故の回避や防犯に役立てる。ラスベガス市には複数のIT企業が提案していたが、「収集したデータの所有権はあえて主張しない」（澤田純社長：当時）という同社の姿勢が評価された。同市は収集データをオープンデータとしてAPI（アプリケーション・プログラミング・インターフェース）などを介して市民や企業に公開し活用していく考えで、NTTの方針と合った。

### MLBとの協業
2019年9月4日、米大リーグ機構（MLB）と技術面でのパートナーシップ及び3年間のスポンサー契約を締結した。日本のIT企業がMLBとパートナーシップを締結するのはNTTが初めて。NTTが持つ「ウルトラ・リアリティー・ビューイング」と呼ばれる先端技術を使い、立体感・臨場感のある映像を中継できるようにする。澤田はNTTの技術力を世界に発信し、ブランド力も強化することで世界でのプレゼンスをより向上させることに意欲を見せる。（MLBとNTTがテクノロジーパートナーシップを締結　NTTニュースリリース　2019年9月4日）

### 米マイクロソフトとの提携
2019年12月10日、NTTと米マイクロソフト（Microsoft）はクラウドサービスやセキュリティー、研究開発などで複数年にわたるグローバルな戦略的提携を結ぶことで合意したと発表した。

### トヨタ自動車との提携
NTTはAI・IoTなどを活用した街づくり「スマートシティー」の分野でトヨタ自動車と資本・業務提携すると発表した。NTTの澤田社長（当時）は、記者会見で「（トヨタとNTTが提携するという構図は）GAFAの対抗になり得る」と語った。トヨタの豊田章男も「2社が手を組むことで、日本もなかなかやるなと思ってもらいたい。対抗はウエルカムだ」と意気込んだ。今回の提携では、建物やクルマなどがネットでつながる都市の基盤「スマートシティプラットフォーム」を共同で構築・運営する。

### 三菱商事との業務提携
三菱商事とNTTは、産業界の物流コスト削減に向けたデジタルトランスフォーメーション(DX)で業務提携に合意。
また、NTTと三菱商事はデジタル地図の世界大手ヒアテクノロジーズに共同出資すると発表。発行済み株式の3割を取得。この理由を澤田は、「小売の段階でのいろいろなデータの重ねあわせで、どういう要求があるかをマーケティングしていかなければならない。同時に人や車の位置情報も必要になる。そのため、HEREという会社にNTTと三菱商事が出資して経営参画し、位置情報を起点としたDXを考えていく。たとえば、ナビなどの運転支援、輸送・交通マネジメント支援、小売のターゲティングマーティング支援で利用できる」と語っている。

### 富士通との業務提携
NTTと富士通は2021年4月、「持続可能な未来型デジタル社会の実現」に向けた戦略的業務提携を発表、6Gに向けた光電融合技術を共同開発する。共同研究を進める分野は、光電融合製造技術の確立、通信技術のオープン化の推進、低消費電力型・高性能コンピューティング（ディスアグリゲーテッドコンピューティング基盤）実現の3点。
澤田は、「両社の強みを生かせる分野において共同研究を進め、その成果を活用しグローバルでオープンなイノベーションを推進する。それにより、低エネルギーで高効率なデジタル社会を実現する」と語った。

## 著書

### 単筆
- 『パラコンシステント・ワールド　次世代通信IOWNと描く、生命とITのあいだ』（NTT出版、2021年）

澤田純の新著『パラコンシステント・ワールド』は難しいが面白い。まず驚かされるのは「森羅万象をあまねく観察記述し、すべてをロジック化することは現在の科学技術の粋を集めても不可能」「シンギュラリティはやって来ない」などと、データ利用やAI（人工知能）、ロジックやアルゴリズムなど、いわゆる「デジタル」と総称される取り組みの限界をはっきり指摘していることだ。その通りと思うが土木工学専攻の理系経営者で技術の会社の社長がこう言い切るのは珍しい。
もちろんデジタルを全否定しているわけではなく「デジタルで『できること』と『できないこと』の『あいだ』を考えていくことが非常に大切」という主張である。さらに驚くこととして澤田の関心の広さがある。専門が異なる識者たちとの対話には一貫した主題があり、それが書名にある「パラコンシステント・ワールド」である。パラコンシステント（paraconsistent）とは哲学、数理論理学に由来する概念であり、しばしば「矛盾許性」と訳される。「個を重んじつつ、社会を維持していくためのガバナンス」の仕組みを実現する、といったように対立しがちな2点を両立させる姿勢を澤田はパラコンシステントと呼ぶ。
つまり個と社会、自然界と技術文明、グローバルとローカル、デジタルとアナログ、これらを対立させず、矛盾したまま許容できるのがパラコンシステントな世界となる。

## 批判

### 総務省幹部に対する違法接待
2021年3月3日からの、週刊文春報道などにより、鈴木茂樹総務審議官（当時）と谷脇康彦総務審議官（当時）、山田真貴子総務審議官（当時）、総務省秋本芳徳電気通信事業部長（当時）、総務省巻口英司国際戦略局長（当時）、金杉憲治外務審議官（当時）らが、NTTの鵜浦博夫前社長や、澤田純社長、子会社・NTTデータの岩本敏男前社長から2018年9月?2020年9月にかけて高額な接待を受けていたとことが発覚した。NTTは総務大臣から事業計画などの認可を受けて経営されており、一般職国家公務員の場合、総務省幹部がNTT側から供応接待を受けることは、国家公務員倫理法に抵触する疑いがある。
2018年9月20日に澤田が谷脇康彦総務省総合通信基盤局長に対し、NTTグループ関連会社のレストランで、総額8万7千円の接待をし、NTTは「会食を行ったことは事実」とこれを認めた。
2018年11月には、澤田が鈴木茂樹総務審議官と、秋本芳徳電気通信事業部長を接待し、NTT側が全額を負担した。
2020年6月4日の山田らへの接待では、山田は総務省の巻口英司国際戦略局長とともにNTTグループの関連会社が運営するレストランを訪れていた。接待したのはNTTの澤田純社長と北村亮太執行役員で、4人の飲食代は総額で約33万円（割引前）だった。NTTら会員企業は100万円単位の年会費を店側に支払っており、会員企業の場合、代金が4割引きになる。
NTT側からの接待は、5回合計の総額で60万円超、谷脇が受けた接待額は計17万円を超える計算になる。また谷脇は総務省に対して、必要な届出を出していなかった。
この他、2019年12月20日と2020年9月1日に澤田が、島田明副社長らとともに高市早苗総務大臣と会食した。これに関し高市からは、当該会食はいわゆる「接待」にはあたらないとの主張がなされ、2回の会食ともNTT側から指定された会費1万円の支払いと、1万6,500円相当の土産の提供を行ったとの説明もなされた。また、報道を受け差額相当分を返金したとした。
加えて、2020年9月には、澤田が寺田稔総務副大臣と会食し、費用はNTT側が負担したと、2021年3月10日に週刊文春で報道された。同年11月にも、澤田が武田良太総務大臣らと会食したが、武田は食事は注文せず、費用として1万円を支払ったとし、国務大臣、副大臣及び大臣政務官規範への抵触はなかったと説明した。
3月1日に衆院予算委で森山浩行議員から「東北新社以外の衛星放送各社、民放やNHK、あるいは通信会社の社長から接待を受けたことはありますか」と問われ、谷脇は「公務員倫理法に違反する接待を受けたということはございません」などと答えてきた。
当時総務審議官だった山田真貴子が、NTT社長らとも会食をしていたと週刊文春で報じられたことについて、政府は2021年3月4日の参院予算委員会で山田に事実確認をしない考えを示した。菅義偉は、山田が3月1日に辞職した際にNTT社長らとの会食を知らなかったのかと日本共産党の田村智子に尋ねられ「承知していませんでした」と答えた。田村が「山田氏への事実確認は当然行いますね」と尋ねると、加藤勝信官房長官は「既に退任されているので、当方から事実確認する立場にはないと思っている」と答弁した。田村が「なぜ事実確認されないのか」と質問すると、加藤官房長官は「既に退任されて一般の方になっているわけですから、政府側が確認する立場にはない」と説明した。田村が「それでは菅政権は接待問題を究明する立場にないことになる」と追及すると、菅は「そこはルールに基づいてしっかり対応している」と主張した。
3月5日、巻口英司国際戦略局長は、接待に山田も同席していたことを認めた上で、会費としてNTT側から求められた1万円を支払ったと説明した。
3月15日、参議院予算委員会に出席した澤田は、野党の国会議員にも接待をしていたことを明かし、自由民主党幹部からも、「野党の誰が会食をしていたかは知っている」と牽制がなされることとなった。
6月には、週刊文春により平井卓也デジタル改革担当大臣や内閣官房の幹部を接待したと報じられたが、記者会見において平井から、NTTと8回会食を行ったものの割り勘したので大臣規範には抵触していないとの説明がなされた。

### 処分
6月7日、澤田は月額報酬3ヶ月分40%の減額処分を受けた。

## 略歴
- 1978年（昭和53年）3月 - 京都大学工学部土木工学科卒業[39]
- 1978年（昭和53年）4月 - 日本電信電話公社入社[40]
- 1985年（昭和60年）4月 - 日本電信電話株式会社設立 入社
- 1998年（平成10年）2月 - NTTアメリカ・インク バイスプレジデント[41]
- 2000年（平成12年）5月 - エヌ・ティ・ティ・コミュニケーションズ株式会社 経営企画部担当部長[41]
- 2002年（平成14年）6月 - 同社 コンシューマ&オフィス事業部 企画部部長 兼 経営企画部担当部長[42]
- 2002年（平成14年）8月 - 同社 コンシューマ&オフィス事業部 企画部部長 兼 IPサービス部部長[43]
- 2003年（平成15年）8月 - 同社 IPインテグレーション事業部 関西支店支店長 兼 経営企画部新関西支店準備室室長[44]
- 2003年（平成15年）10月 - 同社 関西支店支店長[45]
- 2004年（平成16年）9月 - 同社 関西営業本部本部長[46]
- 2006年（平成18年）6月 - 同社 経営企画部部長[47]
- 2008年（平成20年）6月 - 同社 取締役 経営企画部部長[48]
- 2011年（平成23年）6月 - 同社 常務取締役 経営企画部部長[49]
- 2012年（平成24年）6月 - 同社 代表取締役副社長 グローバル、コーポレート担当兼経営企画部部長[50]
- 2013年（平成25年）6月 - 同社 代表取締役副社長 グローバル、コーポレート担当[51]
- 2014年（平成26年）4月 - 同社 代表取締役副社長 グローバル、コーポレート、オペレーション担当[52]
- 2014年（平成26年）6月 - 日本電信電話株式会社 代表取締役副社長兼CFO兼CCO[注釈 1]兼CIO 事業戦略、リスクマネジメント担当[53]
- 2016年（平成28年）6月 - NTTセキュリティ株式会社設立 代表取締役社長 兼 CEO[54]
- 2018年（平成30年）6月 - 日本電信電話株式会社 代表取締役社長兼CEO[55]
- 2018年（平成30年）6月 - 内閣府 中央防災会議委員[56]
- 2018年（平成30年）8月 - NTT株式会社（現・NTT DATA, Inc.）設立 代表取締役社長兼CEO[57]
- 2019年（令和元年）6月 - 一般社団法人電気通信事業者協会会長[58]
- 2019年（令和元年）10月 - 健康長寿産業連合会会長[59][60]
- 2021年（令和2円）12月 - 日米経済協議会 会長（現任）[2]
- 2022年（令和4年）6月 - 日本電信電話株式会社 代表取締役会長
- 2023年（令和5年）5月 - 日本経済団体連合会 副会長/産業競争力強化委員会委員長/アメリカ委員会委員長（現任）[3][61][62]
- 2024年（令和6年）6月 - 日本電信電話株式会社 取締役会長（現任）

### 監修
- 『IOWN構想―インターネットの先へ』（NTT出版、2019年）